# Colon angulare
Colon angulare är en skalbaggsart som beskrevs av Wilhelm Ferdinand Erichson 1837. Colon angulare ingår i släktet Colon, och familjen mycelbaggar. Arten är reproducerande i Sverige.